# Битва за Макин
Битва за Макин (англ. Battle of Makin) — сражение, происходившее на тихоокеанском театре военных действий Второй мировой войны с 20 по 24 ноября 1943 года. В ходе сражения американские войска овладели атоллом Макин, входящим в группу островов Гилберта и зачистили его от японских войск.

## Предыстория
10 декабря 1941 г., через три дня после того, как было совершено нападение на Перл-Харбор, 300 японских солдат, а вместе с ними рабочие из состава так называемого Специального Отряда Вторжения на Острова Гилберта высадились на Макин и оккупировали атолл, не встретив никакого сопротивления. Атолл Макин, лежащий к востоку от Маршалловых островов, можно было превратить в отличную базу для гидропланов. Оперируя с него, воздушные патрули японцев получали возможность приблизиться к островам Хауленд, Бейкер, Эллис и Феникс, находящимся под контролем союзников, а также прикрыть восточный фланг своей зоны действий.

### Рейд на Макин и его последствия
17 августа 1942 г. субмарины USS Nautilus и USS Argonaut высадили на Макин 211 морских пехотинцев из 2-го рейдерского батальона морской пехоты США. Солдатами командовали полковник Эванс Карлсон и капитан Джеймс Рузвельт. Японский гарнизон на Макине насчитывал тогда от 83 до 160 человек, командовал ими прапорщик. Рейдеры убили по меньшей мере 83 человека и уничтожили японские постройки ценой потери 21 солдата и пленения девяти. Японцы переправили пленных на атолл Кваджалейн и позднее обезглавили их. Своим рейдом союзники надеялись, среди прочего, ввести японцев в заблуждение относительно своих намерений в войне на Тихом Океане, однако, сами того не желая, американцы привлекли внимание противника к стратегической важности островов Гилберта и заставили японцев переправить туда новые войска и возвести на острове укрепления.
После рейда Карлсона японцы стали тщательно охранять острова Гилберта и всячески укрепили их. В августе 1942 г. на Макине была расположена рота из состава 5-го специального отряда (700—800 человек), развернулись параллельные работы по созданию базы для гидропланов и возведению прибрежных оборонительных сооружений. К июлю 1943 г. постройка базы была завершена. База была готова принять гидропланы-бомбардировщики Kawanishi H8K, гидроистребители Nakajima A6M2-N и гидропланы-разведчики Aichi E13A. Возведение оборонительных сооружений, хоть и не таких мощных, как на атолле Тарава — главной морской базе японцев на островах Гилберта, также было завершено. На атолл прибыли авианосец «Титосэ» и 653-я авиагруппа.
Пока японцы занимались возведением укреплений, американцы разрабатывали планы операции по захвату островов.

### США планируют захват Маршалловых островов
В июне 1943 г. объединённый комитет начальников штабов поручил адмиралу Нимицу, главнокомандующему Тихоокеанским флотом, подготовить план оккупации Маршалловых островов. Изначально и Нимиц, и руководитель военно-морскими операциями Эрнест Кинг хотели атаковать прямо в сердце внешней японской обороны в Тихом Океане, но любой план захвата Маршалловых островов прямо из Перл-Харбора потребовал бы больше войск и транспортных средств, чем имелось на тот момент на тихоокеанском флоте. Учитывая этот фактор, а также ограниченный боевой опыт американских войск, Кинг и Нимиц решили захватить Маршалловы острова в ходе поэтапной операции, в которой сначала планировалось захватить острова Гилберта и Эллис.
Острова Гилберта расположены в 300 км от южных Маршалловых островов, кроме того, они находились в радиусе действия бомбардировщиков B-24, базировавшихся на островах Эллис. Принимая во внимание эти факты, 20 июля комитет начальников штабов решил захватить атоллы Тарава и Абемама, принадлежащие к группе островов Гилберта, а также находящийся неподалёку остров Науру. Операция получила название «Галваник».
4 сентября все десантные войска 5-го флота были сведены в 5-й десантный корпус морской пехоты и приведены под командование генерал-майора Холланда Смита. 5-й корпус включал в себя только две дивизии: 2-ю дивизию морской пехоты, базировавшуюся в Новой Зеландии и армейскую 27-ю пехотную дивизию, базировавшуюся на Гавайях. Изначально, 27-я дивизия была соединением Национальной гвардии США, принадлежащим штату Нью-Йорк: после призыва на федеральную службу в октябре 1940 г., дивизия была переведена на Гавайи и оставалась там в течение полутора лет, после чего она была выбрана генерал-лейтенантом Робертом Ричардсоном-младшим для участия в Гилберта-Маршалловской операции. Капитан Джеймс Джонс (отец бывшего командующего Корпусом морской пехоты США), командующий разведывательной ротой 5-го корпуса, находясь на борту подводной лодки USS Nautilus, тщательно осмотрел в перископ острова Гилберта, подбирая наиболее подходящие места для осуществления вторжения.
27-й дивизии предстояло поддерживать основные высаживающиеся войска силой 165-го пехотного полка и 3-го батальона 105-го полка. Кроме того, поддержку войскам оказывал 105-й батальон полевой артиллерии и 193-й танковый батальон. Силами 27-й дивизии, участвующими в операции, должен был командовать сам командир дивизии, генерал-майор Ральф Смит, ветеран Первой мировой войны, принявший командование в ноябре 1942 г. На тот момент он являлся одним из наиболее уважаемых офицеров в армии США. В апреле 1943 г. дивизия начала готовиться к проведению морских десантных операций.
Разработка планов участия 27-й дивизии в битве за Тараву началась в начале августа 1943 г., однако, основной целью дивизии считался остров Науру, находящийся в западной части островов Гилберта. В отличие от других целей Гилберта-Маршалловской операции, Науру являлся островом, а не атоллом, он имел большую площадь и на нём находился более многочисленный гарнизон противника. Однако, в сентябре того же года боевые задачи дивизии изменились. Трудности с предоставлением полноценной морской и воздушной поддержки для одновременного проведения операций на Тараве и Науру, а также нехватка транспортных средств для транспортировки целой дивизии, необходимой для захвата хорошо укреплённого Науру, заставили адмирала Нимица оставить единственной задачей 27-й дивизии атолл Макин, находящийся в северо-восточной части островов Гилберта. Командование дивизии узнало об изменении боевой задачи 28 сентября и начало готовиться ко вторжению.
Тяжёлые потери, понесённые японской авиацией, а также выведение из строя четырёх крейсеров в районе Соломоновых островов означали, что японский план по перехвату американских сил вторжения при помощи сил, базировавшихся на островах Трук, оказался невыполнимым, а гарнизоны на Тараве и Макине остались предоставлены сами себе.

## Битва

### Предыстория

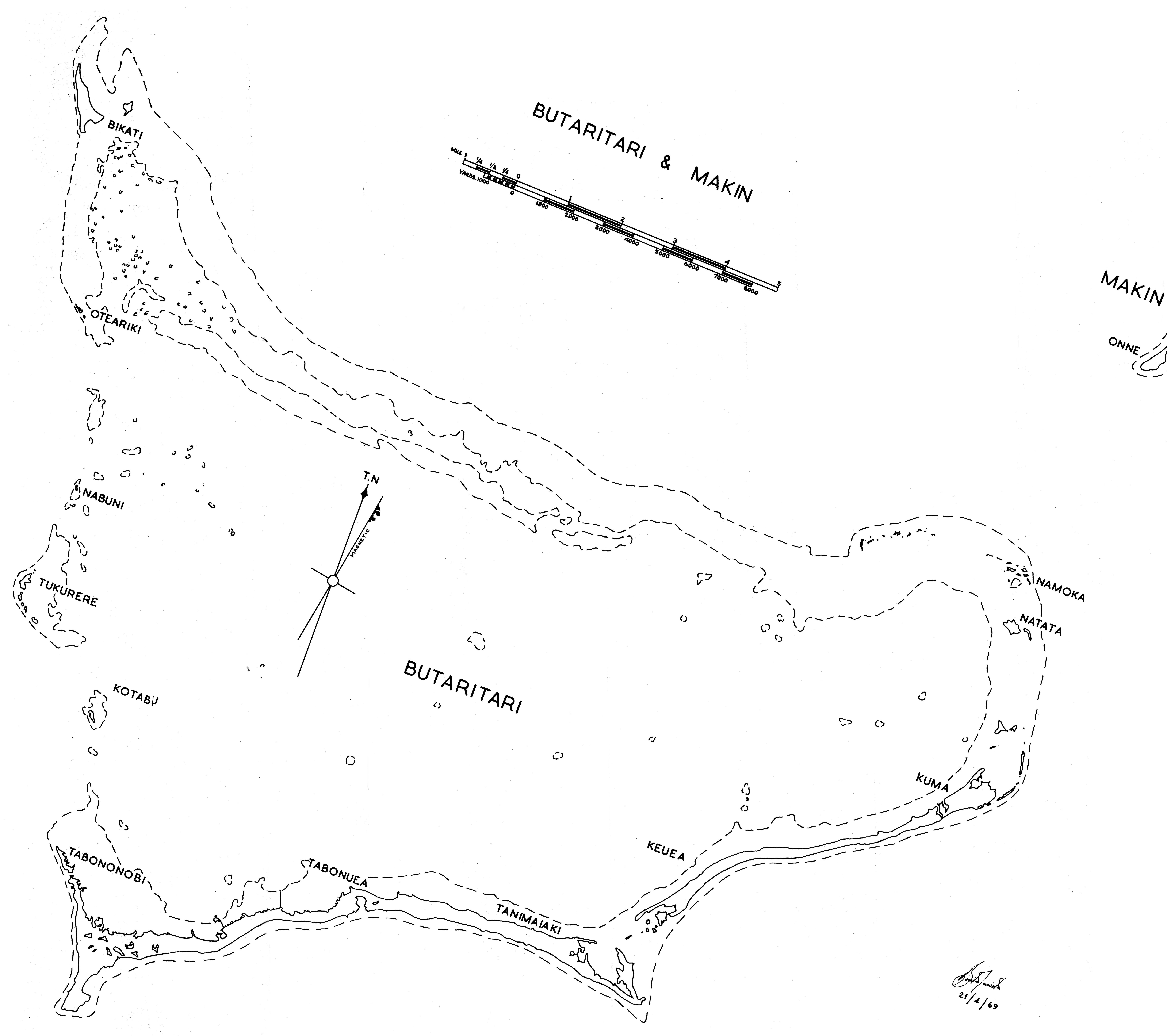
Карта атолла.

Для проведения операции, на Бутаритари, главном острове атолла Макин, где базировались японские войска, американцы запланировали два района высадки: «Ред» и «Еллоу». Пляж «Ред» находился на океанском побережье, в западной части острова, а пляж Еллоу — на побережье лагуны, ближе к центру.
Флот вторжения, названный «оперативной группой 52» и находящийся под командованием контр-адмирала Ричмонда Тёрнера, покинул Перл-Харбор 10 ноября 1943 г. Десантный отряд, носящий название «оперативная группа 52.6» и состоящий из соединений 27-й пехотной дивизии генерал-майора Ральфа Смита, был доставлен до места высадки десантными войсковыми кораблями Невилл, Леонард Вуд, Калверт, Пирс, военным сухогрузом Альциона, десантным кораблём-доком Бель Гроув, а также тремя танкодесантными кораблями из состава «оперативной группы 52.1»
На момент вторжения, японский гарнизон на Бутаритари составлял 806 человек. Из них 284 принадлежали к 6-му полку морской пехоты, дополнительные 108 человек принадлежали к 802-му и 952-му авиационным частям, ещё 138 — к 111-му инженерному полку (военные инженеры) и ещё 276 человек относились к строительному департаменту Четвёртого флота, а также к танковому отделению (3 лёгких танка типа «Ха-Го»). Всеми войсками командовал лейтенант Сейдзо Исикава. Число обученных бойцов на острове составляло не более 300 человек.
Оборонительные сооружения на Бутаритари были сосредоточены у побережья лагуны, возле базы гидропланов в центральной части острова. Существовало также два противотанковых рва: западный и восточный. Западный ров начинался у лагуны и уходил вглубь Бутаритари на две трети ширины острова; глубина рва составляла 4.6 м, а ширина — 4 м. Ров прикрывался противотанковым орудием, находящимся в бетонном ДОТе, шестью пулемётными позициями и ружейными позициями для стрелков, рассчитанными на 50 человек. Восточный ров также начинался у лагуны и уходил вглубь острова на две трети его ширины. Глубина рва составляла 1.8 м, а ширина — 4.3 м. Перед рвом были намотаны два ряда колючей проволоки, а по краям рва находились противотанковые баррикады, сделанные из брёвен. Кроме того, имелась сложная система огневых и ружейных позиций.
Вдоль океанского побережья Бутаритари был установлен ряд огневых точек с 200-мм орудиями береговой обороны, а также три позиции 37-мм противотанковых пушек, 10 пулемётных гнёзд и 85 стрелковыми ячейками. Японцы ожидали, что вторжение начнётся с океанского побережья, подобно тому как это произошло в 1942-м году, в ходе рейда на Макин, поэтому организовали всю свою оборону в 3 км от того места, где годом раньше произошёл рейд. Без мощной авиационной поддержки, без кораблей и безо всякой надежды на получение подкреплений, японский гарнизон, уступающий американцам в численности и оснащённости, мог надеяться лишь на то, что высадка американцев задержится на некоторое время.

### Вторжение
Авианалёты на Макин начались 13 ноября с атак стартующих с островов Эллис американских бомбардировщиков «Либерейтор», принадлежащих 7-й воздушной армии. К ним присоединились подразделения бомбардировщиков «Донтлис» и «Эвенджер», сопровождаемых истребителями F4F «Уайлдкэт»; все эти самолёты взлетали с авианосцев «USS Liscome Bay», «USS Coral Sea» и «USS Corregidor (CVE-58)». Кроме авиации, базу японцев обстреливали 203-мм орудия тяжёлого крейсера «USS Minneapolis», а также некоторые другие военные корабли, из числа принимающих участие в операции. В 8:30 утра 20 ноября началась высадка американских войск.
Первоначальные высадки на пляже «Ред» прошли согласно плану: войска без особых проблем высадились на океанском берегу Бутаритари и стали продвигаться вглубь острова. Продвижение от берега вглубь острова было несколько замедлено из-за снайперского огня, прибережных дебрей и наполненных водой воронок, образовавшихся от недавних морских и авиабомбардировок. В частности, из-за воронок высаживающимся на «Ред» войскам не была оказана поддержка лёгкими танками 193-го танкового батальона: танк М3, идущий первым, застрял в одной такой воронке, оставшись частично погружённым в воду и преградив путь следующим за ним машинам.
Как только высаживающиеся войска стали приближаться к пляжу «Еллоу», их встретил пулемётный и винтовочный огонь обороняющихся. Кроме того, американцев ожидал ещё один неприятный сюрприз: так как изначально глубина лагуны была оценена неверно, то, даже несмотря на прилив, десантные катера высаживающихся сели на мель, из-за чего солдатам пришлось пройти оставшиеся до берега 230 м, находясь по пояс в воде. Хотя снаряжение и оружие солдат было потеряно или намокло, при приближении к берегу погибло всего три американских солдата. Жертвы оказались столь малыми в основном потому, что обороняющиеся японцы решили оказать основное сопротивление не возле воды, а в глубине острова, возле противотанковых рвов.
План вторжения был разработан с учётом того, что врага, возможно, удастся обмануть, стянув большую часть его сил к пляжу «Ред», где планировалось провести первую высадку, а потом, высадив войска на пляж «Еллоу», атаковать с тыла. Однако, японцы фактически не отреагировали на высадку на пляже «Ред», более того, — открыв чисто символический огонь, они отступили с пляжа «Еллоу». Теперь у солдат 27-й дивизии не осталось иного выбора, кроме захвата всех японских укреплений, находившихся в глубине острова. Операции по захвату осложнялись тем, что из-за опасности перекрёстного огня часто было невозможно использовать тяжёлое оружие, включая танки.
В первый день высадки от японского пулемётного огня погиб командир 165-го пехотного полка полковник Дж. Г. Конвой.

### Захват атолла
Два дня серьёзного сражения ослабили сопротивление противника. После зачистки всего атолла командир 27-й дивизии, генерал-майор Ральф Смит рапортовал: «Макин взят, рекомендую передачу командования командиру гарнизонного отряда.» В целом, самой тяжёлой задачей при захвате Макина оказалась координация усилий между двумя высаживающимися отрядами. Дополнительной трудностью для американцев явилась сложность поддержки высадившихся войск через узкие пляжи острова Бутаритари.
Дополнительной потерей, которую понесли американские войска, явилась потеря авианосца «Лизком Бэй» — утром 24 ноября он был потоплен японской субмариной I-175, прибывшей к Макину несколькими часами ранее. Подлодка выпустила торпеду, которая попала в место хранения боезапаса авианосца. Раздался мощный взрыв, вскоре после которого судно затонуло. Большая часть людских потерь, понесённых американцами при захвате атолла, пришлась именно на гибель «Лизком Бэй».